# Made in Romania
Made in Romania ist ein 2008 auf dem Album Șapte Trandafiri  erschienener Song von Ionuț Cercel.

## Hintergrund
Ionuț Cercel veröffentlichte Made in Romania als Teil seines Albums Șapte Trandafiri (deutsch: „Sieben Rosen“). Das Lied wurde von Florin Salam mitgeschrieben und komponiert und spiegelt eine Mischung aus moderner rumänischer Manele wider.

## Veröffentlichung und Erfolg
Made in Romania erlangte schnell Popularität in Rumänien. Der Song erlangte erst 13 Jahre nach Erstveröffentlichung durch seine Verbreitung in den sozialen Medien internationale Bekanntheit. Anlässlich der Fußball-Europameisterschaft veröffentlichten Cercel, Loredana Groza und Marius Moga im Juni 2024 das Cover Hai, România! (Made in Romanie, Yali, Yo, Da, dumlada). Im gleichen Monat erschien ein Remake des alten Songs von Cercels Sohn Patrick Cercel.